# Vif
Vif je naselje in občina v vzhodnem francoskem departmaju Isère regije Rona-Alpe. Leta 2009 je naselje imelo 8.092 prebivalcev.

## Geografija
Kraj leži v pokrajini Daufineji ob kanalu reke Gresse, 19 km južno od Grenobla.

## Uprava
Vif je sedež istoimenskega kantona, v katerega so poleg njegove vključene še občine Claix, Le Gua, Pont-de-Claix, Saint-Paul-de-Varces in Varces-Allières-et-Risset s 34.377 prebivalci.
Kanton Vif je sestavni del okrožja Grenoble.

## Zanimivosti
- cerkev sv. Janeza Krstnika,
- cerkev Sainte-Marie du Genevrey,
- železniški viadukt, dolg 280 metrov, visok 30 metrov, del tim. Alpske proge (Ligne des Alpes) med Grenoblom in Marseillom.

## Pobratena mesta
- Rivalta di Torino (Piemont, Italija);